# Achelia dohrni
Achelia dohrni là một loài nhện biển trong họ Ammotheidae. Loài này thuộc chi Achelia. Achelia dohrni được miêu tả khoa học năm 1884 bởi Thompson.